# Grémios da Lavoura

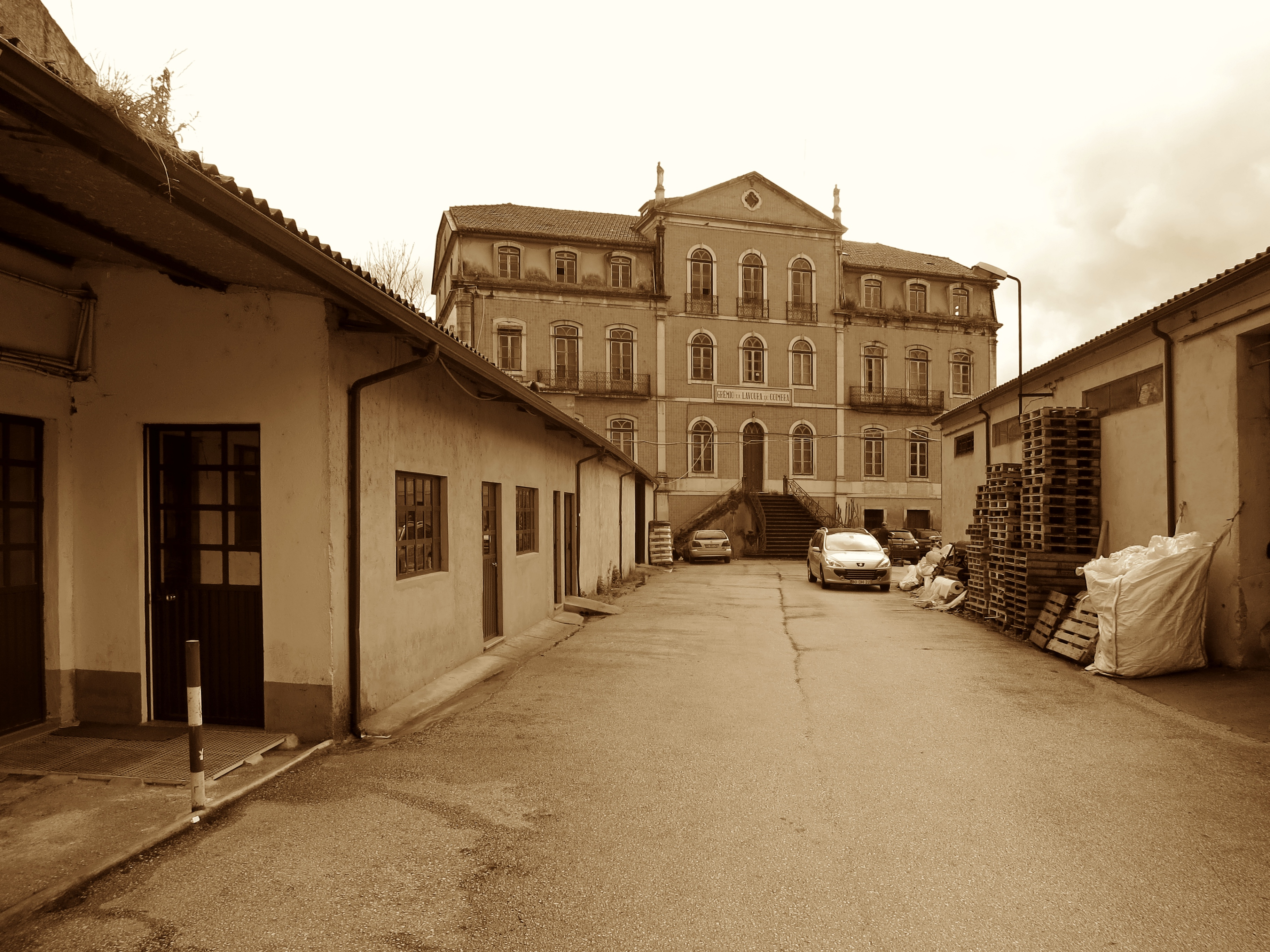
Grémio da Lavoura de Coimbra

Os Grémios da Lavoura foram a forma de organização corporativa do sector agrícola português, sucedâneo do mutualismo na agricultura, que vigorou durante o regime do Estado Novo.
As bases organizativas dos grémios da lavoura foram fixadas pela Lei n.º 1957, de 20 de Maio de 1937, que estabeleceu as bases para a organização corporativa da agricultura de acordo com os preceitos do Estatuto do Trabalho Nacional.
Os grémios da lavoura podiam ser criados por iniciativa dos interessados ou do governo, existindo por todo o território como em Braga, Bragança ou Lisboa. 
Seriam extintos na sequência da Revolução dos Cravos, em 1974. 